# 亀山駅 (播但線)
亀山駅（かめやまえき）は、兵庫県姫路市飯田にあった日本国有鉄道（国鉄）播但線の駅（廃駅）である。

## 歴史
- 1897年（明治30年）12月1日：播但鉄道の駅として開業。旅客駅[1]。
- 1903年（明治36年）6月1日：山陽鉄道に譲渡[1]。
- 1906年（明治39年）12月1日：山陽鉄道が国有化[1]。
- 1915年（大正4年）3月11日：旅客発着駅の制限を設置[1]。
  - 豆腐町駅（後に姫路駅に統合）、飾磨駅、飾磨港駅を発着する旅客のみ利用可能になる。
- 1954年（昭和29年）12月1日：旅客発着駅の制限を撤廃[1]。
- 1986年（昭和61年）11月1日：飾磨港線廃線に伴い廃止[1]。

## 駅構造
単式ホーム1面1線を持つ地上駅。駅舎はなく、無人駅であった。晩年は1日2往復しか旅客列車が停車しなかったため利用客は少なく、主に高校生の通学用に利用されていた。播但線は駅の南側で兵庫県道62号姫路港線と交差し、その踏切の北側に当駅があった。
なお、戦前の新幹線敷設計画である通称「弾丸列車」では、この辺りに同線の「新姫路駅」を設ける予定であったが実現していない。

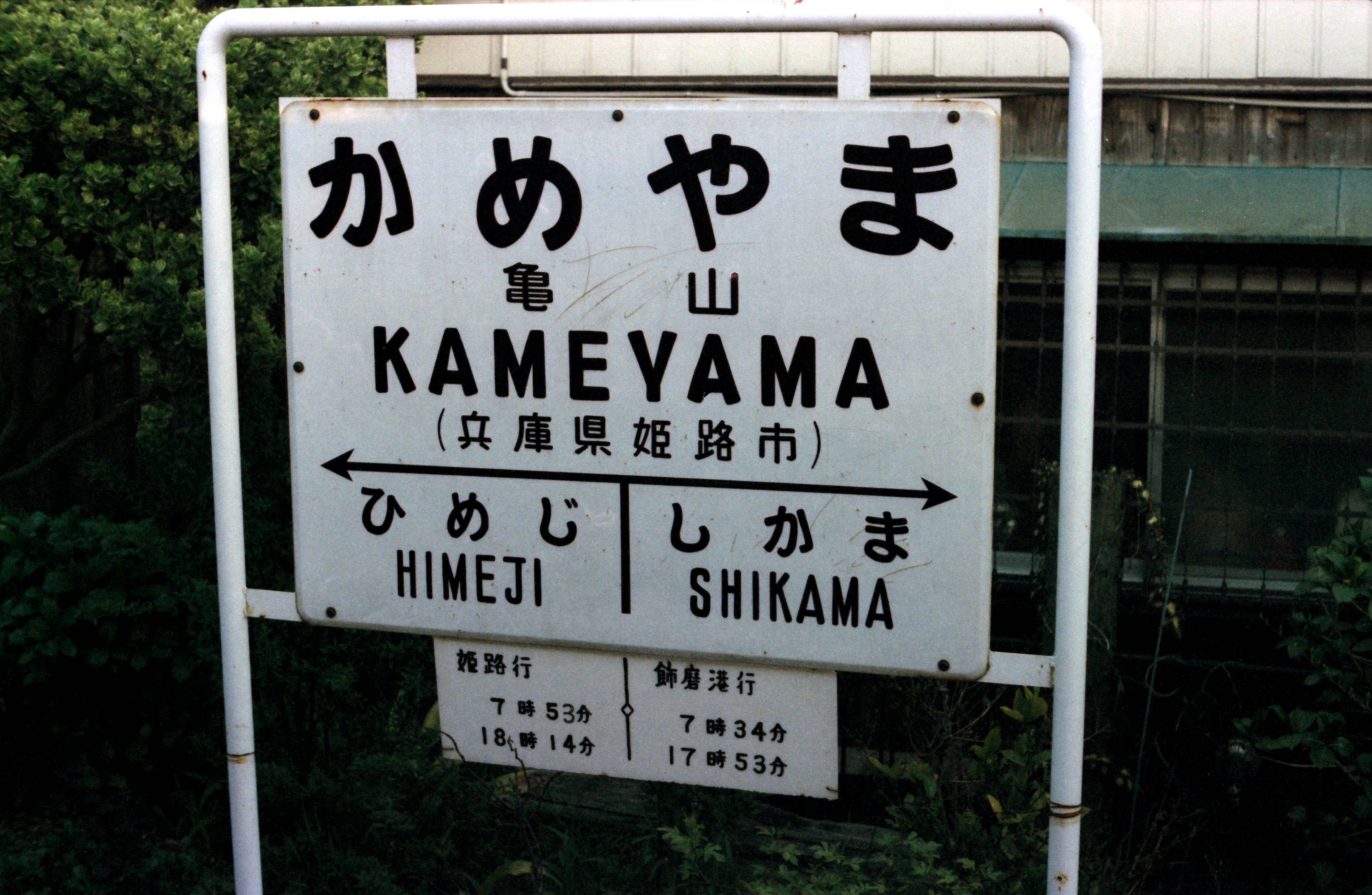
駅名標（1981年頃）
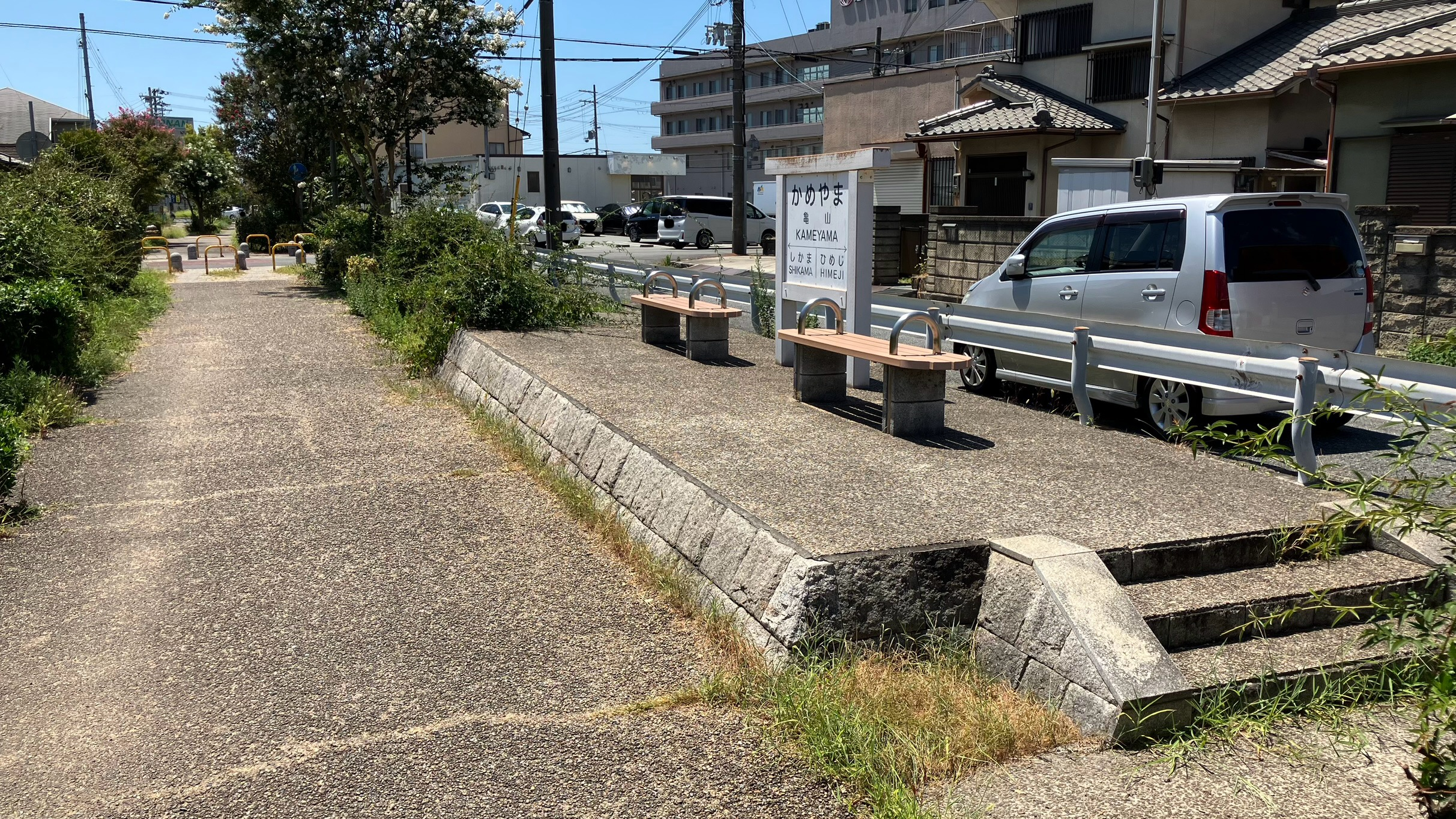
公園として整備された駅跡（2024年8月）

## 駅周辺
- 電鉄亀山駅（山陽電気鉄道本線、現・亀山駅）
- 亀山本徳寺

## 跡地
駅跡地は遊歩道を兼ねた公園になっており、ホームや駅名標が復元されている。

## 隣の駅
日本国有鉄道
播但線
飾磨駅 - 亀山駅 - 姫路駅